# 52 Cygni
52 Cygni ist ein Riesenstern im Sternbild Schwan mit einer scheinbaren Helligkeit von 4,22 mag und ist etwa 291 Lichtjahre entfernt (berechnet durch Hipparcos).
52 Cygni befindet sich wahrscheinlich im Horizontalast und könnte ein Red Clump Star sein, welcher bereits einen heliumbrennenden Kern besitzt. Allerdings ist es auch möglich, dass sich 52 Cygni noch im Ast der Roten Riesen befindet und Wasserstoff fusioniert. Falls 52 Cygni ein Red Clump Star ist, wäre dieser circa 2,27 Milliarden Jahre alt. Befände sich 52 Cygni aber im Ast der Roten Riesen, wäre er etwa 910 Millionen Jahre alt. 52 Cygni scheint mit einer Leuchtkraft von etwa 90 L☉ und einer effektiven Temperatur von 4677 K und hat einen Radius von circa 14 R☉.
In einem Winkelabstand von 6,0″ von 52 Cygni befindet sich ein Begleitstern mit einer Helligkeit von 9,5 mag.